# Song of the Sarong
Song of the Sarong é um filme estadunidense de 1945, do gênero comédia musical, dirigido por Harold Young, com roteiro de Gene Lewis e estrelado por Nancy Kelly e William Gargan.

## Elenco
- Nancy Kelly ... Sharon
- William Gargan ... Drew
- Eddie Quillan ... Tony
- Fuzzy Knight ... Pete
- George Dolenz ... Kalo
- George Cleveland ... Reemis
- Mariska Aldrich ... Mabu
- Morgan Wallace ... Adams
- Larry Keating ... Potter
- Robert Barron ... Jolo
- Pete G. Katchenaro ... Servo
- Jack Slattery ... Locutor
- Jay Silverheels ... Spearman
- Al Kikume ... Guarda
- George Bruggeman ... Nativo
- Clarence Lung ... Leader
- William Desmond ... Vereador
- Jack Curtis ... Vereador